# Birgitta Blom
Kerstin Anna Birgitta Blom, född Bergstrand den 22 juni 1929 i Stockholm, död den 25 januari 2012, var en svensk jurist.

## Biografi
Birgitta Blom var dotter till komminister Wilhelm Bergstrand och Inga Bergstrand, född Wådell. Hon blev jur. kand. vid Stockholms högskola 1954 och gjorde tingstjänstgöring 1954–1957. Hon blev fiskal i Svea hovrätt 1957, var sekreterare i Stockholms rådhusrätt 1958–1965 och utsågs till assessor 1965. Hon arbetade som sakkunnig i Justitiedepartementet 1966–1969 och var departementsråd 1969–1976. Birgitta Blom var hovrättslagman i Svea hovrätt 1976–1983 och hovrättspresident i Svea hovrätt 1983–1995. Hon var då landets första kvinnliga hovrättspresident.
Blom hade också en rad utredningsuppdrag, såsom ordförande i sjölagsutredningen 1978–1984 och ordförande i Statens ansvarsnämnd 1983–1996. Hon blev ledamot av Stockholms handelskammares skiljedomsinstitut från 1977 och ordförande där från 1988, ordförande för vetenskapliga institutet för skiljedomsrätt vid Stockholms universitet 1985–1991. Från 1981 var hon ledamot av Permanenta skiljedomstolen i Haag.
Blom valdes till Årets yrkeskvinna 1983 och promoverades till juris hedersdoktor vid Stockholms universitet 1992.
Hon var från 1955 gift med den moderate riksdagsledamoten Lennart Blom. Makarna är begravda på Bromma kyrkogård.